# 瓦拉布里
瓦拉布里（法語：Vallabrix，法語發音：[valabʁi]）是法国加尔省的一个市镇，属于尼姆区。

## 地理
瓦拉布里（44°3'41"N, 4°28'43"E）面积7.94 平方千米，位于法国奧克西塔尼大區加尔省，该省份为法国南部沿海省份，南端濒地中海，北起顺时针与阿尔代什省、沃克吕兹省、罗讷河口省、埃罗省、阿韦龙省和洛泽尔省接壤。
与瓦拉布里接壤的市镇（或旧市镇、城区）包括：拉巴斯蒂德当格拉、拉卡佩勒和马斯莫莱讷、普尼亚多雷斯、圣康坦拉波特里、圣维克托德苏勒。

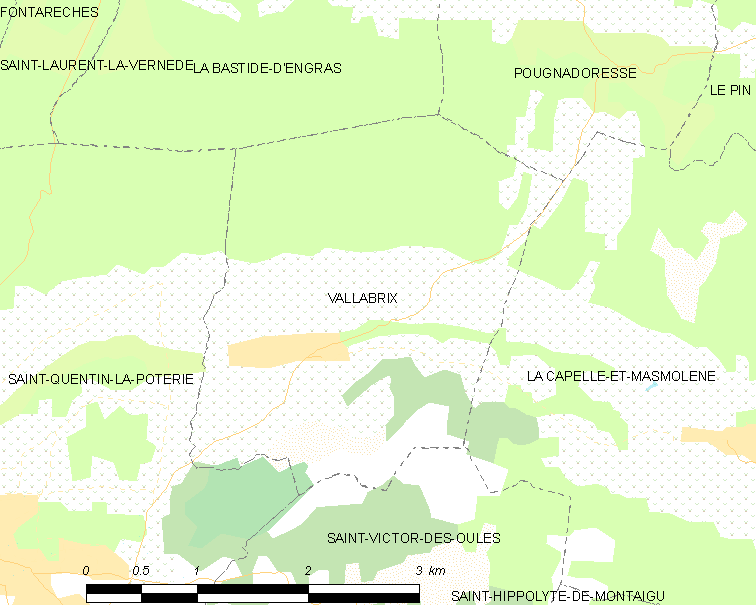
瓦拉布里的OSM定位图

瓦拉布里的时区为UTC+01:00、UTC+02:00（夏令时）。

## 行政
瓦拉布里的邮政编码为30700，INSEE市镇编码为30337。

## 政治
瓦拉布里所属的省级选区为于泽斯县。

## 人口

1962-2008年间瓦拉布里人口变化图示

瓦拉布里于2022年1月1日时的人口数量为415人。